# Stadt der Angst
Stadt der Angst (russisch Страх, (Тридцать пятый и другие годы) книга вторая / Strach, (Tridzat pjaty i drugije gody) kniga wtoraja) ist der dritte Roman des Vierteilers „Die Kinder vom Arbat“ von Anatoli Rybakow, der 1991 in dem Moskauer Knischnaja palata erschien. Die Übertragung ins Deutsche von Juri Elperin kam 1994 bei Kiepenheuer & Witsch in Köln heraus.
Die Handlung des zweiten Romans Jahre des Terrors wird fortgeführt. Anatoli Rybakow schreibt: „Zwischen dem Januar 1937 und dem Dezember 1938 wurden... sieben Millionen verhaftet. Von ihnen wurde eine Million erschossen, zwei Millionen starben in den Lagern.“ „ER (Stalin) hatte noch nie ein Todesurteil ausgesprochen. Im Gegenteil. ER verheimlichte das Urteil, das ER selbst fällte“.
Die Handlung in diesem dritten Roman läuft vom Januar 1937 bis in den Sommer desselben Jahres.

## Inhalt

### Jura
Moltschanow befiehlt Jura – das ist Jurij Scharock – die Verhaftung von Lenas Vater, des Altkommunisten Iwan Grigorjewitsch Budjagin. Lena Budjagina hat inzwischen Juras Sohn zur Welt gebracht und lebt mit dem Kinde bei ihrem Vater, weil Jura nichts von seinem Sohn wissen will. Jura drückt sich um die Verhaftung des Großvaters seines Kindes.
Als Jura die Abteilung wechselt und als neuen Vorgesetzten den hervorragenden Aufklärer Spigelglas bekommt, ist er eigentlich froh. Denn – so sein Gedankengang – er muss Spione nicht mehr erfinden, sondern echte enttarnen. Zunächst muss Jura unter Anleitung des neuen Vorgesetzten sein seit Schulzeiten vergessenes Französisch aufpolieren. Laut Spigelglas soll Jura gegen die ROWS eingesetzt werden. In diesem Russischen Militärischen Verband tummeln sich unter anderen in Frankreich organisierte Weißgardisten – darunter ein Agentenehepaar: General Skoblin, der Agent EG-13, genannt der Farmer, und seine Gattin, die Sängerin russischer Volkslieder Nadeschda Plewizkaja, genannt die Farmerin. Jura reist als Holzexporteur Scharowski zusammen mit Spigelglas nach Paris. Skoblin soll in Berlin von deutscher Seite gefälschte „Dokumente“ beschaffen, die die Kooperation solcher Militärs wie Gamarnik, Kork, Eideman und Feldman mit dem Deutschen Reich „belegen“. Der General liefert aber nur „Unterlagen“ zu Tuchatschewski. Spigelglas und Jura müssen warten; schauen sich Paris an. Anfang Mai 1937 können beide zirka 30 Seiten in Moskau vorweisen.

### Sascha und Warja
In der Mittelschule, in der Warjas Schwester Nina Iwanowa unterrichtet, werden Schulkinder, deren Eltern als „Volksfeinde“ verhaftet wurden, während des Pionierappells auf dem Schulhof angeprangert. Alewtina Fjodorowna Smirnowa, die Schuldirektorin, wird „wegen ihrer Verbindung zu Volksfeinden“ verhaftet. Nina wird vom NKWD zu jener Unterschriftensammlung befragt, die zur Befreiung Saschas – das ist Alexander Pawlowitsch Pankratow – im Arbat veranstaltet worden war. Als der Schwester ebenfalls die Verhaftung droht, nötigt sie Warja zur überstürzten Abreise zu ihrem Freund Max nach Chabarowsk.
Obwohl Sascha als Vorbestrafter gewisse Großstädte nicht aufsuchen darf, gelingt ihm mit Geschick und Glück die Zugfahrt von Taischet über Krasnojarsk, Nowosibirsk, Swerdlowsk nach Moskau. In Moskau trifft Sascha seine Mutter heimlich vor dem Leningrader Bahnhof. Sofija Alexandrowna hat für den Sohn schlechte Nachrichten. Ihr Bruder Mark Alexandrowitsch Rjasanow wurde in Kemerowo verurteilt und erschossen. Nachdem Iwan Grigorjewitsch Budjagin verhaftet worden war, musste Lena mit dem Kleinstkind in eine Gemeinschaftswohnung umziehen.
In Moskau kann sich Sascha keinesfalls aufhalten. Er will es in Kalinin, Ufa oder Rjasan versuchen. Vor der Abfahrt des Zuges nach Kalinin teilt die Mutter ihrem Sohn noch etwas mit: Jura ist beim NKWD.
Sascha erkundigt sich nach Warja. Die Mutter lobt, wie sie in den drei Jahren während Saschas Verbannung von Warja unterstützt worden ist, und erwähnt dummerweise Warjas verkorkste Ehe mit dem Billardspieler Kostja. Sascha schilt sich einen Idioten. So eine hat er drei Jahre platonisch geliebt. Aus der Traum!
In Kalinin lacht sich Sascha die Kellnerin Ljuda an, kriecht bei ihr unter und besorgt sich einen Job als LKW-Fahrer. Lange kann er sich als Vorbestrafter dort nicht halten. Er muss die Stadt verlassen und weiß nicht, wohin.
Michail Jurgewitsch, ein Nachbar von Saschas Mutter, nimmt sich das Leben. Warja steht Saschas Mutter in der Not bei, obwohl die Mutter mit ihrer unbedachten Äußerung das langersehnte Wiedersehen der beiden jungen Liebenden Warja und Sascha verpatzt hat. Warja hätte das mit ihrer Ehe Sascha gern selbst gestanden. Sascha denkt immer noch an Warja, obwohl er sich am Telefon zugeknöpft gibt.
Sascha, aus Kalinin kommend, verlässt im Spätsommer 1937 in Moskau den Leningrader Bahnhof und begegnet einer jungen Frau. Warja!? Das Wunder bleibt aus. Es ist nur eine Fremde. Sascha steuert sein nächstes Ziel Ufa an.

### Wadim und Vika
Vika Marassewitsch begibt sich mit ihrem französischen Ehegatten Charles in ihren neuen Wohnort Paris. Charles hat André Gides Buch „Zurück aus Sowjet-Russland“ besprochen. Vika wird dem Schriftsteller vorgestellt und auch von der Sängerin Madame Nadeschda Plewizkaja nach Ozoir-la-Ferrière eingeladen. Die Sängerin macht Vika mit ihrem Mann, dem General Skoblin, bekannt.
Wadim Marassewitsch muss in Moskau wieder ins NKWD und wird dort seinem Friseur Sergej Alexejewitsch Feoktistow gegenübergestellt. Der Friseur ist anscheinend geschlagen worden. Es geht um einen Stalinwitz.
Gegen Ende Juni 1937 ist der Moskauer Prozess gegen die Militärs Geschichte. Wadim, der es sich nicht verzeihen kann, dass er seinen Friseur beim NKWD im Zusammenhang mit jenem Stalinwitz genannt hat, glaubt nun zu wissen, warum dieser verhaftet wurde. Es ging um Garmarnik, Uborewitsch (siehe unten unter Stalin) und Muklewitsch – Arbatbewohner und Kunden des Friseurs.

### Stalin
Feuchtwanger wird am 8. Januar 1937 von Stalin im Kreml empfangen. Ein „objektiver“ Beobachter des bevorstehenden Pjatakow-Radek-Prozesses wurde gesucht und ist gefunden. Zwar artikuliert der Gast aus Frankreich das Entsetzen der westlichen Welt über die Urteile im Sinowjew-Kamenew-Prozess, doch er findet nach dem Prozessbesuch die Urteile gegen Radek und Pjatakow augenscheinlich in Ordnung.
Stalin lässt Jeshow Material gegen Bucharin und Rykow vorbereiten. Jeshow befürchtet, im Plenum des ZK werde sich Ordschonikidse gegen die Vorwürfe aussprechen. Stalin meint, Ordschonikidse werde es mit seiner Herzkrankheit nicht mehr lange machen. Als Ordschonikidse erschossen in seiner Wohnung liegt, geht Stalin persönlich hin und lässt Kaminski kommen. Stalin setzt das kranke Herz Ordschonikidses als amtlich beglaubigte Todesursache durch.
Zur Abschreckung der ZK-Mitglieder werden Bucharin und Rykow am 27. Februar 1937 aus der Sitzung heraus verhaftet.
Die Säuberung der Armee vor einem Militärgericht will Stalin bis zum Juni 1937 hinter sich bringen. Ins Visier nimmt er Tuchatschewski, Jakir, Uborewitsch, Primakow, Putna und Schmidt. Stalin ist nachtragend. Schmidt hatte ihn 1925 auf dem XIV. Parteitag der KPdSU beleidigt.
Primakow, Putna, Kork, Feldman, Eideman und Uborewitsch „gestehen“ im Mai 1937 unter der Folter. Anatoli Rybakow beschreibt „die härtesten Mittel der Höchstklasse“ – die „Schwalbe“, den „Frinowski-Sattel“ und so fort. Tuchatschewski wird am 22. Mai verhaftet und anschließend gefoltert. Sein schriftliches „Geständnis“ enthält Blutflecken. Gamarnik, bettlägerig, erschießt sich am 31. Mai in seiner Wohnung.
Neben Stalin nennt Anatoli Rybakow noch Politiker, die die Festnahme der Militärs einleiten: Molotow, Woroschilow und Kaganowitsch.
Die Militärs werden am 11. Juni 1937 erschossen. Nur zwei ihrer sechs Richter – Schaposchnikow und Budjonny – überleben, die anderen – Blücher, Below, Dybenko, Kaschirin und Alksuius (gemeint ist Iljas Said Gireewitsch Alkin) – werden bald nach dem Gerichtstag erschossen. Anatoli Rybakow schreibt: „So bereitete Genosse Stalin die Sowjetunion auf den bevorstehenden Krieg vor.“

## Form
Die alternierende Montage der Stalinpassagen in drei weitere konkurrierende Haupthandlungsstränge würzt zwar das wuchtige Textgemenge ungemein, ist jedoch der Lesbarkeit nicht gut bekommen, weil der Leser über die 1712 Seiten hinweg gegen Ende den Überblick verliert. Zudem schwebt Stalin unerreichbar hoch auf einer Königsebene weit über den in den restlichen drei niederen Ebenen geschilderten Sowjetbürgern am Arbat. Die in den Romanteilen 1 und 2 fast durchgängig vorherrschende Hochsprache wird im vorliegenden dritten Teil gegen Romanende nicht durchgehalten. Saloppe Wendungen fallen auf.
Das Personengefüge des vorliegenden Romandreiteilers ist in seiner vielfältigen Verzweigtheit unübersichtlich. Behauptungen, im dritten Teil hingeschrieben, zwingen zum Nachlesen im Teil 1. Zum Beispiel habe Jura Scharock alles über Sascha Pankratow und Vika erzählt. Beim Nachblättern im Teil 1 – „Die Kinder vom Arbat“ – erinnert sich der Leser auf einmal zwar wieder an einen der vielen liegengelassenen Handlungsfäden: Der NKWD-Mitarbeiter Jura hat Lena Budjagina zweimal geschwängert. Lena hat davon ein Kind. Jura drückt sich vor den Vaterpflichten. Neben Lena hat er ein Verhältnis mit seiner Agentin Vika  Marassewitsch. Lena kommt dahinter. Jura meldet Lenas zufällige Entdeckung seinem NKWD-Vorgesetzten. Vika heiratet darauf Charles und darf nach Paris ziehen. Aber über Sascha und Vika steht nichts Relevantes in den „Kindern vom Arbat“.

## Verwendete Ausgabe
Teil 3 des Roman-Vierteilers:
- Anatolij Rybakow: Stadt der Angst. Roman. Deutsch von Juri Elperin. 511 Seiten. Deutscher Taschenbuch Verlag (dtv 11962), München 1994, ISBN 3-423-11962-4.